# Municipio de Rose (condado de Oakland)
El municipio de Rose (en inglés: Rose Township) es un municipio ubicado en el condado de Oakland en el estado estadounidense de Míchigan. En el año 2010 tenía una población de 6250 habitantes y una densidad poblacional de 66,79 personas por km².

## Geografía
El municipio de Rose se encuentra ubicado en las coordenadas 42°44′28″N 83°37′30″O / 42.74111, -83.62500. Según la Oficina del Censo de los Estados Unidos, el municipio tiene una superficie total de 93.57 km², de la cual 89.39 km² corresponden a tierra firme y (4.47%) 4.18 km² es agua.

## Demografía
Según el censo de 2010, había 6250 personas residiendo en el municipio de Rose. La densidad de población era de 66,79 hab./km². De los 6250 habitantes, el municipio de Rose estaba compuesto por el 95.9% blancos, el 1.28% eran afroamericanos, el 0.4% eran amerindios, el 0.9% eran asiáticos, el 0.02% eran isleños del Pacífico, el 0.3% eran de otras razas y el 1.2% pertenecían a dos o más razas. Del total de la población el 2.82% eran hispanos o latinos de cualquier raza.